# كينيث فبريسوس
كينيث فبريسوس (بالدنماركية: Kenneth Fabricius)‏ هو لاعب كرة قدم دنماركي في مركز الهجوم، ولد في 3 نوفمبر 1981 في Skærbæk, Tønder Municipality ‏ في الدنمارك. لعب مع نادي إيسبيرغ ونادي سوندرييسكه ونادي سيلكيبورج ونادي فيبورج.

## وصلات خارجية
- كينيث فبريسوس على موقع قاعدة بيانات كرة القدم.إي يو (الإنجليزية)
- كينيث فبريسوس على موقع Soccerway.com (الإنجليزية)